# 华山蒌
华山蒌（学名：Piper sinense）是胡椒科胡椒属的植物，是中国的特有植物。分布在中国大陆的贵州、广西、广东、四川等地，多生长在密林中溪涧边和树上，目前尚未由人工引种栽培。